# تأليف
التَّأْلِيِف هو جعل الأشياء الكثيرة بحيث يطلق عليها اسم الواحد، سواء كان لبعض أجزائه نسبة إلى البعض بالتقدم والتأخر أو لم يكن، بخلاف الترتيب. فعلى هذا يكون التأليف أعم من الترتيب.
والتأليف إيقاع الألفة بين الكلام مع التمييز بين الأنواع، والتصنيف أعم منه، إذ هو جعل الشيء أصنافاً متميزة؛ هذا بحسب الأصل وقد يستعمل كل منهما مكان الآخر.
وقيل التأليف أعم من التصنيف.

## فروق

### الترتيب والتأليف والتركيب والتصنيف
الفرق بين الترتيب والتأليف والتركيب والتصنيف هو أن الترتيب هو جمع الاشياء المختلفة، بحيث يطلق عليها اسم الواحد، ويكون لبعضها نسبة إلى بعض بالتقديم والتأخير في النسبة العقلية، وإن لم تكن مؤلفة، فهو أعم من التأليف من وجه، لأن التأليف ضم الأشياء مؤتلفة، يرشدك إليه اشتقاقه من الألفة سواء كانت مرتبة الوضع أو لا.
والترتيب والتأليف أخص من التركيب مطلقاً، لأنه ضم الأشياء مؤتلفة كانت أو لا، مرتبة الوضع كانت أو لا. وقد يستعمل الترتيب أخص مطلقاً من التأليف، وقد يجعلان مترادفين.
وأما التصنيف، فالمشهور أنه ما كان من كلام المصنف. قد يقال: إن جمع القرآن لا يسمى تصنيفاً إذ الظاهر أن التصنيف ما كان من كلام المصنف، والجواب أن جمع القرآن إذا لم يكن تصنيفاً لما ذكر من العلة، فجمع الحديث أيضاً ليس تصنيفاً مع أن إطلاق التصنيف على كتب الحديث شائع ذائع.

#### التأليف والترتيب والتنظيم
الفرق بين التأليف والترتيب والتنظيم أن التأليف يستعمل فيما يؤلف على استقامة أو على اعوجاج، والتنظيم والترتيب لا يستعملان إلا فيما يؤلف على استقامة. ومع ذلك فإن بين الترتيب والتنظيم فرقاً وهو أن الترتيب هو وضع الشيء مع شكله، والتنظيم هو وضعه مع ما يظهر به. ولهذا استعمل النظم في العقود والقلائد لأن خرزها ألوان يوضع كل شيء منها مع ما يظهر به لونه.

#### التأليف والتصنيف
الفرق بين التأليف والتصنيف أن التأليف أعم من التصنيف. وذلك أن التصنيف تأليف صنف من العلم ولا يقال للكتاب إذا تضمن نقض شيء من الكلام مصنف لأنه جمع الشيء وضده والقول ونقيضه، والتأليف يجمع ذلك كله وذلك أن تأليف الكتاب هو جمع لفظ إلى لفظ ومعنى إلى معنى فيه حتى يكون كالجملة الكافية فيما يحتاج إليه سواء كان متفقاً أو مختلفاً. والتصنيف مأخوذ من الصنف ولا يدخل في الصنف غيره.

### البنية والتأليف
الفرق بين البنية والتأليف أن البنية من التأليف يجري في استعمال المتكلمين على ما كان حيواناً، يقولون القتل نقض البنية، والتأليف عندهم عام.